# Liste des communes du Val de Loire
Le Val de Loire est inscrit sur la liste du patrimoine mondial de l'Unesco depuis le 30 novembre 2000 sous la référence 933bis. La justification de l'inscription du territoire s'appuie sur plusieurs critères : son patrimoine architectural qui comprend les châteaux de la Loire (critère I), son paysage culturel exceptionnel (critère II)  et ses monuments culturels, témoins de la Renaissance et du siècle des Lumières (critère IV). La liste comprend à cette date 160 communes réparties dans 2 régions (Pays de la Loire et Centre-Val de Loire) et 4 départements (Maine-et-Loire, Loiret, Loir-et-Cher, Indre-et-Loire) sur une longueur de 280 kilomètres qui s'étend de Sully-sur-Loire à Chalonnes-sur-Loire.

## Liste des communes du Val de Loire
| Commune                    | Code postal | Date d'inscription |  |
| -------------------------- | ----------- | ------------------ |  |
| Amboise                    | 37400       | 2000               |  |
| Avaray                     | 41500       | 2000               |  |
| Avoine                     | 37420       | 2000               |  |
| Azay-le-Rideau             | 37190       | 2000               |  |
| Ballan-Miré                | 37510       | 2000               |  |
| Baule                      | 45130       | 2000               |  |
| Beaugency                  | 45190       | 2000               |  |
| Beaumont-en-Véron          | 37420       | 2000               |  |
| Béhuard                    | 49170       | 2000               |  |
| Berthenay                  | 37510       | 2000               |  |
| Blaison-Saint-Sulpice      | 49320       | 2000               |  |
| Blois                      | 41000       | 2000               |  |
| Bou                        | 45430       | 2000               |  |
| Bouchemaine                | 49080       | 2000               |  |
| Brain-sur-l'Authion        | 49800       | 2000               |  |
| Bréhémont                  | 37130       | 2000               |  |
| Candes-Saint-Martin        | 37500       | 2000               |  |
| Candé-sur-Beuvron          | 41120       | 2000               |  |
| Cangey                     | 37530       | 2000               |  |
| Chailles                   | 41120       | 2000               |  |
| Chaingy                    | 45380       | 2000               |  |
| Chalonnes-sur-Loire        | 49170       | 2000               |  |
| Chambord                   | 41250       | 1981               |  |
| Chargé                     | 37530       | 2000               |  |
| Châteauneuf-sur-Loire      | 45110       | 2000               |  |
| Chaumont-sur-Loire         | 41150       | 2000               |  |
| Chécy                      | 45430       | 2000               |  |
| Cheillé                    | 37190       | 2000               |  |
| Chênehutte-Trèves-Cunault  | 49350       | 2000               |  |
| Chenonceaux                | 37150       | 2017               |  |
| Chinon                     | 37500       | 2000               |  |
| Chouzé-sur-Loire           | 37140       | 2000               |  |
| Chouzy-sur-Cisse           | 41150       | 2000               |  |
| Cinais                     | 37500       | 2000               |  |
| Cinq-Mars-la-Pile          | 37130       | 2000               |  |
| Cléry-Saint-André          | 45370       | 2000               |  |
| Combleux                   | 45800       | 2000               |  |
| Courbouzon                 | 41500       | 2000               |  |
| Cour-sur-Loire             | 41500       | 2000               |  |
| Darvoy                     | 45150       | 2000               |  |
| Denée                      | 49190       | 2000               |  |
| Dry                        | 45370       | 2000               |  |
| Fondettes                  | 37230       | 2000               |  |
| Fontevraud-l'Abbaye        | 49590       | 2000F              |  |
| Gennes                     | 49350       | 2000               |  |
| Germigny-des-Prés          | 45110       | 2000               |  |
| Huismes                    | 37420       | 2000               |  |
| Ingrandes-de-Touraine      | 37140       | 2000               |  |
| Jargeau                    | 45150       | 2000               |  |
| Joué-lès-Tours             | 37300       | 2000               |  |
| Juigné-sur-Loire           | 49610       | 2000               |  |
| La Bohalle                 | 49800       | 2000               |  |
| La Chapelle-sur-Loire      | 37140       | 2000               |  |
| La Chapelle-aux-Naux       | 37130       | 2000               |  |
| La Chapelle-Saint-Mesmin   | 45380       | 2000               |  |
| La Chaussée-Saint-Victor   | 41260       | 2000               |  |
| La Daguenière              | 49800       | 2000               |  |
| La Ménitré                 | 49250       | 2000               |  |
| La Possonnière             | 49170       | 2000               |  |
| La Riche                   | 37520       | 2000               |  |
| La Roche-Clermault         | 37500       | 2000               |  |
| La Ville-aux-Dames         | 37500       | 2000               |  |
| Lailly-en-Val              | 45740       | 2000               |  |
| Langeais                   | 37130       | 2000               |  |
| Larçay                     | 37270       | 2000               |  |
| Le Thoureil                | 49350       | 2000               |  |
| Lerné                      | 37500       | 2000               |  |
| Les Ponts-de-Cé            | 49130       | 2000               |  |
| Les Rosiers-sur-Loire      | 49350       | 2000               |  |
| Lestiou                    | 41500       | 2000               |  |
| Lignières-de-Touraine      | 37130       | 2000               |  |
| Limeray                    | 37530       | 2000               |  |
| Lussault-sur-Loire         | 37400       | 2000               |  |
| Luynes                     | 37230       | 2000               |  |
| Mardié                     | 45430       | 2000               |  |
| Mareau-aux-Prés            | 45370       | 2000               |  |
| Maslives                   | 41250       | 2000               |  |
| Menars                     | 41500       | 2000               |  |
| Mer                        | 41500       | 2000               |  |
| Meung-sur-Loire            | 45130       | 2000               |  |
| Monteaux                   | 41150       | 2000               |  |
| Montlivault                | 41350       | 2000               |  |
| Montlouis-sur-Loire        | 37270       | 2000               |  |
| Montsoreau                 | 49730       | 2000               |  |
| Mosnes                     | 37530       | 2000               |  |
| Muides-sur-Loire           | 41500       | 2000               |  |
| Mûrs-Erigné                | 49610       | 2000               |  |
| Nazelles-Negron            | 37530       | 2000               |  |
| Neuvy-en-Sullias           | 45510       | 2000               |  |
| Noizay                     | 37210       | 2000               |  |
| Olivet                     | 45160       | 2000               |  |
| Onzain                     | 41150       | 2000               |  |
| Orléans                    | 45100       | 2000               |  |
| Ouvrouer-les-Champs        | 45150       | 2000               |  |
| Parnay                     | 49730       | 2000               |  |
| Pocé-sur-Cisse             | 37530       | 2000               |  |
| Rigny-Ussé                 | 37420       | 2000               |  |
| Rilly-sur-Loire            | 41150       | 2000               |  |
| Rivarennes                 | 37190       | 2000               |  |
| Rivière                    | 37500       | 2000               |  |
| Rochecorbon                | 37210       | 2000               |  |
| Rochefort-sur-Loire        | 49190       | 2000               |  |
| Saint-Clément-des-Levées   | 49350       | 2000               |  |
| Saint-Jean-de-la-Croix     | 49130       | 2000               |  |
| Saint-Jean-des-Mauvrets    | 49320       | 2000               |  |
| Saint-Martin-de-la-Place   | 49160       | 2000               |  |
| Saint-Mathurin-sur-Loire   | 49250       | 2000               |  |
| Saint-Rémy-la-Varenne      | 49250       | 2000               |  |
| Saint-Saturnin-sur-Loire   | 49320       | 2000               |  |
| Saint-Avertin              | 37550       | 2000               |  |
| Saint-Ay                   | 45130       | 2000               |  |
| Saint-Benoit-sur-Loire     | 45730       | 2000               |  |
| Saint-Claude-de-Diray      | 41350       | 2000               |  |
| Saint-Cyr-sur-Loire        | 37540       | 2000               |  |
| Saint-Denis-de-l'Hôtel     | 45550       | 2000               |  |
| Saint-Denis-en-Val         | 45560       | 2000               |  |
| Saint-Denis-sur-Loire      | 41000       | 2000               |  |
| Saint-Dyé-sur-Loire        | 41500       | 2000               |  |
| Sainte-Gemmes-sur-Loire    | 49130       | 2000               |  |
| Saint-Étienne-de-Chigny    | 37230       | 2000               |  |
| Saint-Genouph              | 37510       | 2000               |  |
| Saint-Germain-sur-Vienne   | 37500       | 2000               |  |
| Saint-Gervais-la-Forêt     | 41350       | 2000               |  |
| Saint-Hilaire-Saint-Mesmin | 45160       | 2000               |  |
| Saint-Jean-de-Braye        | 45800       | 2000               |  |
| Saint-Jean-de-la-Ruelle    | 45140       | 2000               |  |
| Saint-Jean-le-Blanc        | 45650       | 2000               |  |
| Saint-Laurent-Nouan        | 41220       | 2000               |  |
| Saint-Martin-d'Abbat       | 45110       | 2000               |  |
| Saint-Michel-sur-Loire     | 37130       | 2000               |  |
| Saint-Patrice              | 37130       | 2000               |  |
| Saint-Père-sur-Loire       | 45600       | 2000               |  |
| Saint-Pierre-des-Corps     | 37700       | 2000               |  |
| Saint-Pryvé-Saint-Mesmin   | 45750       | 2000               |  |
| Sandillon                  | 45640       | 2000               |  |
| Saumur                     | 49400       | 2000               |  |
| Savennières                | 49170       | 2000               |  |
| Savigny-en-Véron           | 37420       | 2000               |  |
| Savonnières                | 37510       | 2000               |  |
| Seuilly                    | 37500       | 2000               |  |
| Sigloy                     | 45110       | 2000               |  |
| Souzay-Champigny           | 49400       | 2000               |  |
| Suèvres                    | 41500       | 2000               |  |
| Sully-sur-Loire            | 45600       | 2000               |  |
| Tavers                     | 45190       | 2000               |  |
| Thizay                     | 37500       | 2000               |  |
| Tours                      | 37000       | 2000               |  |
| Trélazé                    | 49800       | 2000               |  |
| Turquant                   | 49730       | 2000               |  |
| Vallères                   | 37190       | 2000               |  |
| Varennes-sur-Loire         | 49730       | 2000               |  |
| Véretz                     | 37270       | 2000               |  |
| Vernou-sur-Brenne          | 37210       | 2000               |  |
| Veuves                     | 41150       | 2000               |  |
| Villandry                  | 37510       | 2000               |  |
| Villebernier               | 49400       | 2000               |  |
| Vineuil                    | 41350       | 2000               |  |
| Vouvray                    | 37210       | 2000               |  |

## Sources
1. ↑  Mission Val de Loire, « Le Bien inscrit du Val de Loire - Val de Loire patrimoine mondial », sur www.valdeloire.org (consulté le 7 juin 2018)
2. ↑  UNESCO Centre du patrimoine mondial, « Val de Loire entre Sully-sur-Loire et Chalonnes », sur whc.unesco.org (consulté le 7 juin 2018)
3. ↑  UNESCO Centre du patrimoine mondial, « Val de Loire entre Sully-sur-Loire et Chalonnes », sur whc.unesco.org (consulté le 7 juin 2018)